# Nicolas Achten

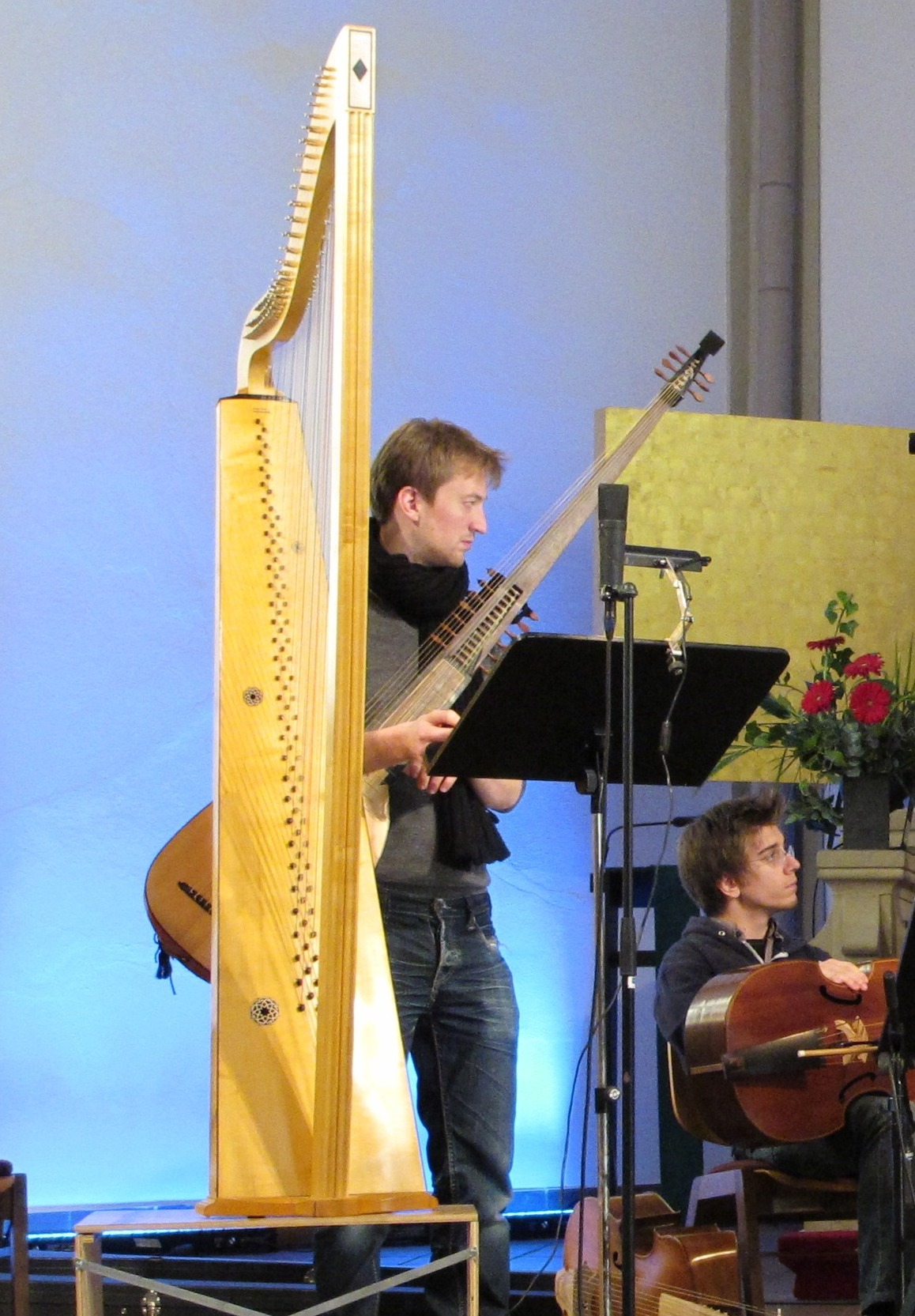
Nicolas Achten mit Theorbe und Harfe

Nicolas Achten (* 25. September 1985 in Brüssel) ist ein belgischer Dirigent, Sänger, Lautenist, Cembalist und Harfenist im Bereich der historischen Aufführungspraxis.

## Leben und Wirken
Nicolas Achten, der seit seiner frühesten Jugend Laute und Cembalo lernte, studierte an den Konservatorien von Brüssel und Den Haag, er erweiterte seine Kenntnisse in Meisterkursen an der Barockakademie von Ambronnay und dem Centre de la Voix in Royaumont. Er gehört zu den recht wenigen Sängern im Bereich Alte Musik, die sich, wie historisch überliefert, singend auf den verschiedenen Instrumenten begleiten.
Seit 2004 trat er mit bekannten Ensembles der Szene in Erscheinung, so beispielsweise mit L’Arpeggiata von Christina Pluhar, La Fenice, La Petite Bande, Ensemble Ausonia, Les Agrémens, Akadêmia, Les Talens Lyriques, Il Fondamento, Les Musiciens du Louvre, Il Seminario Musicale oder dem Le Poème Harmonique.
Sein persönliches Interesse am Gesang des frühen 17. Jahrhunderts ließ ihn sein Ensemble „Scherzi Musicali“ gründen. Mit diesem spielte er 2009 die Oper „Euridice“ von Giulio Caccini ein, die mit zahlreichen Plattenpreisen ausgezeichnet wurde (Joker de Crescendo, La Clef de ResMusica, Prelude Classics Award 2009, 4 étoiles du Monde de la Musique, 5 Diapasons). In einer weiteren Einspielung, „Dulcis Amor Iesu“, werden teils unbekannte Motetten von Giovanni Felice Sances vorgestellt. Einspielungen mit Werken des Brüsseler Barockkomponisten Joseph-Hector Fiocco und die Ersteinspielung der ältesten bekannten römischen Oper La Catena d’Adona von Domenico Mazzocchi wurden 2010 vorgenommen.
Nicolas Achten unterrichtet Laute am Königlichen Konservatorium Brüssel, er hat eine Gastprofessur an der University of East Anglia und ist Gastdozent bei verschiedenen Meisterkursen. Beim Operastudio Vlaanderen dirigierte er Euridice von Caccini (2006), La Catena d’Adona von Domenico Mazzocchi (2007), l’Incoronazione di Poppea von Claudio Monteverdi (2009).

## Diskografie (Auswahl)
- Giulio Caccini, L'Euridice – Scherzi Musicali, 2009, Ricercar RIC 269
- Giovanni Felice Sances, Duclis amor Iesu – Scherzi Musicali, 2010, Ricercar RIC 292
- Joseph-Hector Fiocco, Petits Motets – Scherzi Musicali, 2011, Musique en Wallonie MEW 1054
- Domenico Mazzocchi, La Catena d'Adone – Scherzi Musicali, 2012, Alpha 184
- Henry Purcell, How pleasant 'tis to Love! – Scherzi Musicali, 2013, Alpha 192
- Il pianto d’Orfeo, Eine imaginäre Oper mit Werken von Rossi, Merula, Cavalieri, Caccini, Monteverdi, Piccinini, Peri, Faloniero, Sartorio, Landi – Scherzi Musicali, 2014, DHM
- Antonio Bertali: La Maddalena 1663 – Scherzi Musicali, 2016, Ricercar, RIC 367
- Joseph-Hector Fiocco: Petits Motets Vol. 2,  Scherzi Musicali, 2017, Musique en Wallonie, MEW 1682
- Giovanni Felice Sances: Dialoghi amorosi – Scherzi Musicali, 2017, Ricercar, RIC 385
- Giovanni Paolo Colonna: (1637–1695) Motetti a due et tre voci Op. 3, Scherzi Musicali, 2019, Ricercar, Ric 406
- Charles-Joseph van Helmont: Leçons ténèbres, 2023, Ricercar, Ric 454